# Dysjön, Medelpad
Dysjön är en sjö i Bräcke kommun och Ånge kommun i Medelpad och ingår i Ljungans huvudavrinningsområde. Sjön har en area på 0,96 kvadratkilometer och ligger 288,1 meter över havet. Sjön avvattnas av vattendraget Dysjöån.

## Delavrinningsområde
Dysjön ingår i det delavrinningsområde (694592-148452) som SMHI kallar för Utloppet av Dysjön. Medelhöjden är 348 meter över havet och ytan är 7,59 kvadratkilometer. Räknas de 5 avrinningsområdena uppströms in blir den ackumulerade arean 53,17 kvadratkilometer. Dysjöån som avvattnar avrinningsområdet har biflödesordning 2, vilket innebär att vattnet flödar genom totalt 2 vattendrag innan det når havet efter 128 kilometer. Avrinningsområdet består mestadels av skog (70 procent). Avrinningsområdet har 0,94 kvadratkilometer vattenytor vilket ger det en sjöprocent på 12,3 procent.